# فرانك بيري
فرانك بيري (بالإنجليزية: Frank Perry)‏ (و. 1930 – 1995 م) هو مخرج أفلام، ومنتج أفلام، وكاتب سيناريو أمريكي، ولد في نيويورك، توفي في نيويورك، عن عمر يناهز 65 عاماً، بسبب سرطان البروستاتا.

## التعليم
تعلم في جامعة ميامي.

## وصلات خارجية
- فرانك بيري على موقع IMDb (الإنجليزية)
- فرانك بيري على موقع الموسوعة البريطانية (الإنجليزية)
- فرانك بيري على موقع ألو سيني (الفرنسية)
- فرانك بيري على موقع تيرنر كلاسيك موفيز (الإنجليزية)
- فرانك بيري على موقع أول موفي (الإنجليزية)
- فرانك بيري على موقع أول موفي (الإنجليزية)
- فرانك بيري على موقع قاعدة بيانات برودواي على الإنترنت (الإنجليزية)
- فرانك بيري على موقع قاعدة بيانات برودواي على الإنترنت (الإنجليزية)
- فرانك بيري على موقع قاعدة بيانات الأفلام السويدية (السويدية)
- فرانك بيري على موقع إن إن دي بي (الإنجليزية)